# Токай (Айти)
То́кай (яп. 東海市 То:кай-си) — центральный город Японии, расположенный в юго-восточной части префектуры Айти на полуострове Тита на берегу залива Исе. Основан 1 апреля 1969 года путём объединения посёлков Уэно и Ёкосука уезда Тита. Город является центром чёрной металлургии и химической промышленности.
В честь города назван один из астероидов главного пояса Солнечной системы.